# Бершеда, Евгений Романович
Евгений Романович Бершеда (укр. Євген Романович Бершеда; род. 3 сентября 1945, Киев) — украинский дипломат, экономист. Член-корреспондент Национальной академии наук Украины (с 1997). Доктор экономических наук (1983), профессор (1991). Посол Украины в Швейцарии и Лихтенштейне (2000—2003), Алжире (2004), Бельгии (2008—2010) и Люксембурге (2009—2010). Исполняющий обязанности руководителя Института законодательства Верховной рады Украины.

## Биография
Родился 3 сентября 1945 года в Киеве. Украинец по происхождению. Отец — правовед Роман Васильевич Бершеда (1912—1979). Мать — юрист София Львовна (1919—1995).
Обучаясь на Киевских городских государственных курсах иностранных языков, освоил французский язык.
Окончил факультет экономика труда Киевского института народного хозяйства им. Д. С. Коротченко (1967). После этого работал инженером. С 1969 года являлся аспирантом. В 1971 году защитил кандидатскую диссертацию по теме «Технический прогресс и динамика материалоемкости продукции». В январе 1972 года стал младшим научным сотрудником, а спустя два года, старшим научным сотрудником Института экономики Академии наук Украины. Докторскую диссертацию «Совершенствование межотраслевых связей в инвестиционном процессе» защитил в 1983 году. В 1985 году стал заведующим отдела, заместителя председателя по научной работе Совета по изучению производительных сил Украины Академии наук Украины.
В 1992 году получил стипендию от правительства Франции и прошёл научную стажировку в одной из лабораторий Национального центра научных исследований (CNRS).
С 1993 года — помощник президента Украины Леонида Кравчука по вопросам науки. В сентябре 1994 года стал заведующим отделом стратегического планирования и координации политики национальной безопасности Совета национальной безопасности при Президенте Украины. С октября 1996 года — первый помощник секретаря Совета национальной безопасности и обороны Украины. В ноябре 1998 года стал первым заместителем министра иностранных дел Украины. В апреле 2000 года стал членом Национального совета по вопросам молодёжной политики при Президенте Украины. 14 июля 1999 года Президент Украины Леонид Кучма присвоил ему дипломатический ранг Чрезвычайного и Полномочного Посла Украины.
14 июня 2000 года стал Чрезвычайным и Полномочным Послом Украины в Швейцарии и Лихтенштейне. С октября 2000 года — член бюро Женевского центра демократического контроля над вооружёнными силами. Пребывал в должности посла в Швейцарии и Лихтенштейне до 23 июня 2003 года. 5 января 2004 года назначен Чрезвычайным и Полномочным Послом Украины в Алжире, однако 12 октября 2004 года указ был отменён.
С 28 октября 2005 года по 21 ноября 2007 года — Постоянный представитель Украины при Отделении ООН и других международных организациях в Женеве. С 28 ноября 2007 года по 1 октября 2008 года являлся Постоянным представителем Украины при Конференции по разоружению в Женеве.
С 1 октября 2008 по 12 мая 2010 года — Чрезвычайный и Полномочный Посол Украины в Бельгии. При этом с 15 апреля 2009 по 12 мая 2010 года по совместительству являлся Чрезвычайным и Полномочным Послом Украины в Люксембурге.
После этого являлся советником Председателя Верховного Совета Украины, заведующим отдела комплексных проблем государства и заместителем директора Института законодательства Верховного Совета Украины. По состоянию на август 2020 года — исполняющий обязанности директора Института законодательства Верховного Совета Украины.

## Научная деятельность
Является автором и соавтором более 260 работ. Автор монографий: «Технический прогресс и динамика материалоёмкости продукции» (1973), «Межотраслевые связи в инвестиционном процессе» (1981) и др.

## Награды и звания
- Премия НАН Украины для молодых учёных и студентов высших учебных заведений за лучшие научные работы (1977)[19]
- Заслуженный деятель науки и техники Украины (4 февраля 1997) — за значительный личный вклад в развитие науки, создание национальных научных школ[20]

- Орден "Офицерский Крест «За заслуги» (Польша) (1997)[1]
- Медаль «За труд и доблесть» (7 февраля 2008) — за значительный личный вклад в обеспечение интеграции Украины во Всемирную торговую организацию[21]
- Орден князя Ярослава Мудрого V степени (21 августа 2015) — за значительный личный вклад в государственное строительство, консолидацию украинского общества, социально-экономическое, научно-техническое, культурно-образовательное развитие Украины, активную общественную деятельность, весомые трудовые достижения и высокий профессионализм[22]
- Орден князя Ярослава Мудрого IV степени (28 июня 2021) — за значительный личный вклад в государственное строительство, укрепление национальной безопасности, социально-экономическое, научно-техническое, культурно-образовательное развитие Украинского государства, весомые трудовые достижения, многолетний добросовестный труд и по случаю 25-й годовщины принятия Конституции Украины[23]

## Семья
Супруга — Елена Константиновна Аблова (род. 1954), экономист, доцент. Дочь — Татьяна (род. 1984), юрист.